# 誘拐報道
《誘拐報道》（日语：ゆうかいほうどう）是1982年日本電影作品，真人真事改編，由伊藤俊也執導，萩原健一、小柳留美子及秋吉久美子主演。該電影講述了1980年的寶塚市學童誘拐事件。

## 主要演員
- 古屋數男 - 萩原健一
- 古屋芳江 - 小柳留美子
- 古屋香織 - 高橋薰（童星）
- 三田村昇 - 岡本富士太
- 三田村緋沙子 - 秋吉久美子
- 三田村英之 - 和田求由（童星）
- 瀧耕太郎 - 宅麻伸
- 津島友子 - 藤谷美和子
- 森安泰明 - 中尾彬
- 收債人 - 三谷昇
- 遠藤警部 - 伊東四朗
- 劍持縣警調查第一位經理 - 平幹二朗
- 數男母親 - 賀原夏子
- 久保信次 - 湯原昌幸
- 麻將室人客 - 團巖

## 獎項
第6回日本電影金像獎
- 獲獎：最佳女配角獎 - 小柳留美子
- 提名：最佳電影獎
- 提名：最佳導演獎 - 伊藤俊也
- 提名：最佳編劇獎 - 松田寛夫
- 提名：最佳男主角獎 - 萩原健一
- 提名：最佳女配角獎 - 秋吉久美子